# Phước Tân, Sơn Hòa
Phước Tân là một xã thuộc huyện Sơn Hòa, tỉnh Phú Yên, Việt Nam.
Xã Phước Tân có diện tích 122,44 km², dân số năm 1999 là 2080 người, mật độ dân số đạt 17 người/km².